# Lengyel Zsófia Éva
Lengyel Zsófia Éva (Budapest, 1992. augusztus 6. –) magyar kommunikációs szakember, látássérült sportoló, média-személyiség, amatőr modell, esélyegyenlőségi élharcos, inkluzív sportoktató.

## Életpályája
Lengyel Zsófia a Kodolányi János Főiskolán, valamint a Testnevelési Egyetemen végzett. Kisgyermekként derült ki szembetegsége, így először gyengénlátóként, segítő nélkül, majd látásának romlása miatt később aliglátóként guide-segítő, pilóta segítségével sportol. Atlétikával és úszással kezdte, majd maradt az atlétika, a 100 m-s sprinttáv. 2013-ban kezdett triatlonozni, 2016–tól sportpályafutása a parakerékpár versenyzéssel bővült. 6 évet töltött válogatott sportolóként sikeresen képviselve Magyarországot paratriatlonban, jelenleg a parakerékpár válogatott tagja.
Székesfehérvár Megyei jogú Város Önkormányzatánál kommunikációs szakemberként, esélyegyenlőségi referensként dolgozik többek között a fogyatékossággal élők társadalmi elfogadásáért. A székesfehérvári SZÉP ( Székesfehérvári Érzékenyítő Program ) program elindítója.Társadalmi elfogadást segítő programokat szervez, irányít. Az Ability Fashion event managereként integrált divatbemutatókat szervez, fotózásokon vesz részt. 
A médiában is megjelenik: rádiózik, interjúkat ad, műsort vezet, rendezvényeket moderál, műsort vezet . Emellett inkluzív sportoktatóként szeretné a fogyatékossággal élő fiatalokat elérni és lehetőséget kínálni számukra a parasportok megismeréséhez. Dolgozik a Veszprémi Petőfi Színháznál marketing munkatársként. 2022 óta amikor megalapította a saját egyesületét, Mindenki Képes Egyesület azt ügyvezetőként irányítja.

## Nyelvismerete
angol,olasz

## Sikerei

### Atlétika
- 2005-2012 nyolcszoros magyar bajnok 100 m sprint távon
- 2012- Nemzetközi paraatlétikai verseny, Tunézia, 5. hely

### Paratriatlon
- 2013, 2014, 2015, 2016 magyar bajnok
- 2013 Alanya Eb 4. hely
- 2013 London Vb 6. hely
- 2014 Olaszország Vk 2. hely
- 2014 Ausztria Eb 5. hely
- 2014 Kanada Vb 7. hely
- 2014 Kanada Aquathlon Vb 3. hely
- 2015 Japán Vk 3. hely
- 2015 Franciaország Vk 2. hely
- 2015 Svájc Eb 5. hely
- 2015 Olaszország Vk 3. hely
- 2015 USA Vb 11. hely
- 2016 Portugália Eb 6. hely

### Parakerékpár
- nyolcszoros magyar bajnok
- 2018 UCI Európa kupa Italy Massa, 1. hely
- 2018 UCI Európa kupa Italy Verola, 1. hely

## Díjai, elismerései
- 2013 Az év paratriatlon felfedezettje, az év női sportolója paratriatlonban
- 2013 FTC triatlon szakág legeredményesebb versenyzője
- 2014 Paratriatlonban év női sportolója
- 2015 FTC aranyjelvényes sportolója
- 2014, 2015, 2016 Magyarország jó tanulója jó sportolója
- 2015 Élen a tanulásban élen a sportban kitüntetés.
- 2015-ben egy évre megválasztották Európai Paralimpiai Fiatal Nagykövetté
- 2015 Kodolányi János Főiskola Szenátusi dicsérő oklevél sportteljesítményért
- 2015 Az 50 tehetséges magyar fiatal program tagja[1]
- 2016 Aranyharang-díj nívódíj (Az ARANYHARANG díjat már gyermekként 2004-ben is elnyerte).
- 2018 We Love Cycling ARANYVILLA díj ( Egy igazi szuperhős Magyarosi Csaba [2]
- 2019 Hétköznapi Hősök közönségdíj (Mozdulj! Közhasznú Egyesület alapításában)
- 2019 Aranybot díj
- 2023 SzuperWMN Higgy magadban díj
- Források

- kommon.bme.hu[halott link]